# Série E91 a E97 da CP
A Série E91 a E97, igualmente conhecida como Série E90, refere-se a uma família de locomotivas a vapor de via métrica, que fizeram parte da frota da Companhia dos Caminhos de Ferro Portugueses.

## História
Este conjunto de locomotivas foi encomendado à casa francesa Decauville nos princípios do século XX, pela Compagnie Française pour la Construction et Exploitation des Chemins de Fer à l'Étranger, que então era a proprietária da Linha do Vouga. Porém, apenas duas motoras foram construídas pela Decauville em si, nas suas instalações de Corbeil, tendo as outras cinco sido subcontratadas à firma alemã Orenstein & Koppel (en), prática comum nas operações da empresa francesa. As locomotivas francesas foram entregues em 1910, e as alemãs entre 1912 e 1913. Esta série foi depois integrada na Companhia dos Caminhos de Ferro Portugueses.
Na década de 1960, a empresa levou a cabo um processo de uniformização do seu material circulante, em termos dos equipamentos de tracção e choque, permitindo a transferência destas locomotivas para outras redes ferroviárias após 1965. Assim, laboraram nas linhas da Póvoa, Tâmega, Tua e Guimarães. Nos finais dos anos 80 a locomotiva E97 estava ainda em funcionamento na estação de Sernada do Vouga, sendo utilizada em comboios de obras e deservagem, tendo sido depois preservada no Museu Ferroviário de Macinhata do Vouga. Outras locomotivas foram transferidas para caminhos de ferro de via métrica no estrangeiro.

## Descrição
Esta série era composta por sete locomotivas do tipo Mogul (2-6-0), muito semelhantes aos modelos fornecidos pela Decauville à operadora francesa Compagnie de Chemins de Fer Départementaux (fr). Com efeito, aquela empresa tinha ligações muito fortes à Companhia Portuguesa, tendo inspirado várias facetas da exploração da rede ferroviária do Vouga.
As locomotivas francesas eram virtualmente iguais às suas congéneres alemãs, e correspondiam aos números E93 e E95, quando a série foi renumerada de E91 a E97 pela Companhia dos Caminhos de Ferro Portugueses.

## Ficha técnica
| : | qt. | estado                  |
| - | --- | ----------------------- |
| ☒︎ | 2   | musealizadas, estáticas |
| ⛛︎ | 1   | abatida                 |
| ⚒︎ | 1   | em reparação            |
| ✖︎ | 3   | demolidas               |
| 7 | 7   | (total)                 |

### Características gerais
- Número de unidades construídas: 7 (CP E91 a E97)[1]
- Bitola: 1000 mm[1]
- Fabricantes: Orenstein & Koppel / Decauville[1]
- Data de construção: 1910-1913[1]
- Rodado: 130T[carece de fontes?]

### Lista de material
| №   | : | a           | observações | ano       | fabricante         | mídia |
| --- | - | ----------- | --- | --------- | ------------------ | ----- |
| E91 | ✖︎ | [ quando? ] | - abatida ao serviço em 1977[carece de fontes?] | 1912-1913 | Orenstein & Koppel |       |
| E92 | ⛛︎ | 2020        | - abatida ao serviço em 1980[carece de fontes?] - no Pocinho em Agosto 2020                                                                                            | 1912-1913 | Orenstein & Koppel |       |
| E93 | ✖︎ | [ quando? ] | - abatida ao serviço em 1977[carece de fontes?] | 1910      | Decauville         |       |
| E94 | ✖︎ | [ quando? ] | | 1912-1913 | Orenstein & Koppel |       |
| E95 | ☒︎ | [ quando? ] | - abatida ao serviço em 1979[carece de fontes?] - aquirida pelos FGV (ca) - exposta nos Talleres Torrent                                                               | 1910      | Decauville         |       |
| E96 | ⚒︎ | 2002        | - abatida ao serviço em 1976[carece de fontes?] - em Livração em novembro 1982 - aquirida pelo MTVS (França) - classificada como Monumento Histórico de França em 2002 | 1912-1913 | Orenstein & Koppel |       |
| E97 | ☒︎ | [ quando? ] | - propriedade do M.N.F. - em exposição permanente no Museu Ferroviário de Macinhata do Vouga                                                                           | 1912-1913 | Orenstein & Koppel |       |